# Howmet TX

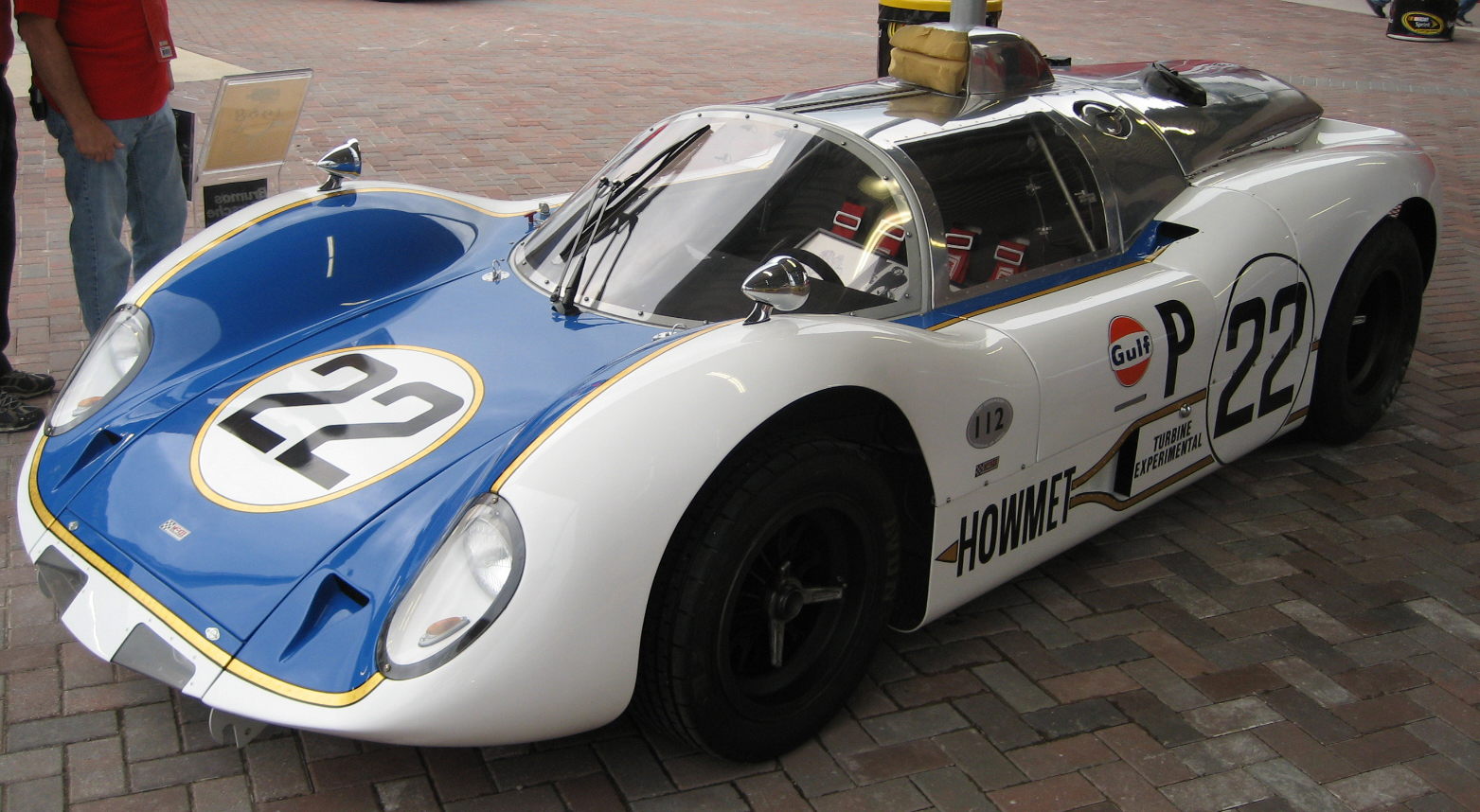
Howmet TX in Daytona

Der Howmet TX (Turbine eXperimental) war der Prototyp eines US-amerikanischen Rennsportwagens, der 1968 entworfen wurde, um die Wettbewerbsfähigkeit von gasturbinengetriebenen Fahrzeugen bei Sportwagenrennen zu untersuchen. Der Rennfahrer Ray Heppenstall kombinierte für seinen Wagen ein von McKee Engineering gebautes Fahrgestell mit einer von Continental Aviation & Engineering geleasten Gasturbine. Finanziell wurde das Projekt von Howmet Castings getragen.
Obwohl der Howmet TX nicht der erste Versuch war, eine Gasturbine im Automobilrennsport einzusetzen, war er der erste und bisher einzige Wagen, der auch ein Rennen gewonnen hat, und zwar zwei Siege bei Rennen des Sports Car Club of America (SCCA) und zwei Qualifikationen in dem einzigen Jahr, das er in Wettbewerben gemeldet war. Der TX stellte später sechs FIA-Landgeschwindigkeitsrekorde für Gasturbinenwagen auf, nachdem er aus den Rennen zurückgezogen worden war.

## Entwicklung
Das Interesse am Einsatz von Gasturbinen anstelle von Hubkolbenmotoren in der Automobilindustrie stieg in den 1960er-Jahren. Chrysler begann mit den Versuchen in den 1950er-Jahren und stellte sein Turbine Car 1963 Testkunden zur Verfügung, während der britische Automobilhersteller Rover und das Rennteam B.R.M. zusammen einen Rennwagen für das 24-Stunden-Rennen von Le Mans 1963 und 1965 bauten. Beide Wagen waren zuverlässig, konnten aber in Le Mans keine Siege erringen und auch die Öffentlichkeit nicht überzeugen. 1967 hatte der Rennteambesitzer und Automobilentwickler Andy Granatelli einen gasturbinengetriebenen Roadster für Indianapolis 500 entwickelt, der fast das Rennen mit Parnelli Jones als Fahrer gewonnen hätte, aber nach einer Führung über 2/3 der Renndistanz mit mechanischen Problemen ausschied. Ein ähnlicher Versuch 1968 mit einem Lotus 56 führte trotz erheblichem Siegpotential ebenfalls zum Ausfall.

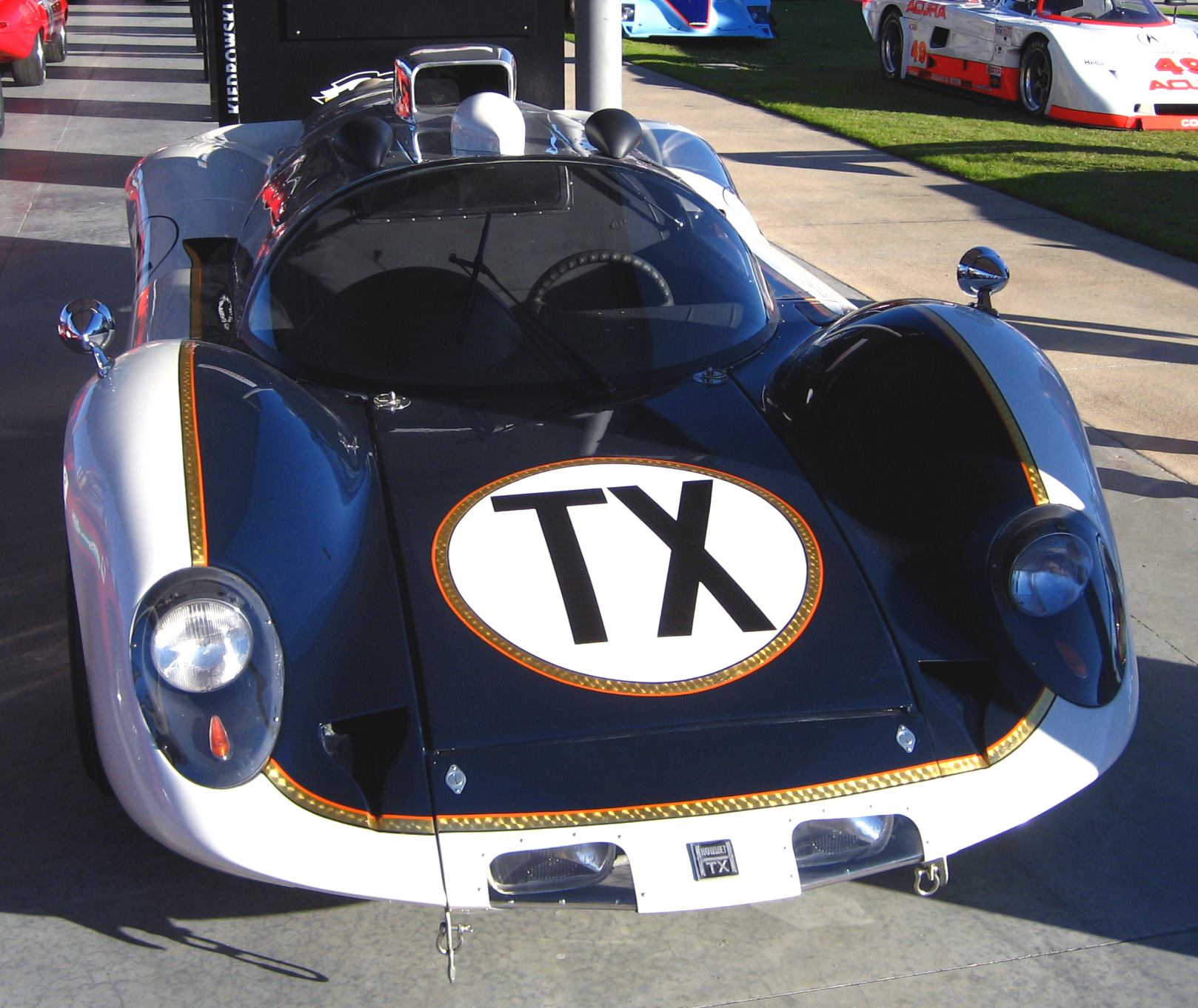
Der Howmet TX basierte auf einem McKee-Mark-9-Fahrgestell. Dies ist das zweite gebaute Exemplar.

Zur gleichen Zeit, zu der Granatellis Turbowagen in Indianapolis seinen ersten Auftritt hatte, begann Rennfahrer Ray Heppenstall die Konstruktion für seinen eigenen Sportwagen zu entwickeln, wobei er die des Rover-B.R.M. in einigen Punkten verbesserte, in denen sich diese einige Jahre vorher als nicht geeignet erwiesen hatte. Heppenstall dachte sich, dass eine einfachere Konstruktion des Fahrgestells ein turbinengetriebenes Auto wettbewerbsfähiger machten könnte. Heppenstall versuchte ursprünglich, die Allison Engine Company und später Williams International für sein Vorhaben zu gewinnen. Dann wandte er sich an seinen Rennkollegen Tom Fleming mit der Bitte um Unterstützung. Fleming war zu dieser Zeit Vizepräsident von Howmet Castings, einer Firma, die Turbinengehäuse an die Flugzeugindustrie lieferte. Heppenstall und Fleming schafften es, Howmet zu überzeugen, dass eine Unterstützung für einen einzigartigen, wettbewerbsfähigen Sportwagen den Bekanntheitsgrad der Firma in der Öffentlichkeit vergrößern könnte. Howmet erklärte sich dazu bereit, das Projekt finanziell zu unterstützen und dem Wagen ihren Namen zu verleihen.

### Fahrgestell
Heppenstall begann das Projekt mit dem Kauf eines Cooper Monaco, entschied aber später, dass dieses nicht die erste Wahl für den Einbau einer Turbine wäre, und so verkaufte man den Wagen wieder. Bob McKee, Eigentümer von McKee Engineering, wurde dann von Heppenstall mit dem Bau zweier komplett neuer Wagen beauftragt. Das erste Raumfachwerk-Chassis wurde einem älteren McKee-Wagen entnommen, der 1966 für die CanAm-Serie gebaut worden war, und zum Einbau einer Turbine angepasst. Der zweite Wagen wurde komplett neu erstellt, sodass er speziell für den geplanten Einsatz der Turbine konstruiert werden konnte, und hatte ein um 57 mm längeres Fahrgestell. Die Fahrgestelle hießen bei McKee „Mark 9“, wurden in Rennen aber nur zusammen mit der Turbine als Howmet TX eingesetzt.
Der Mark 9 war auf die Vorschriften der FIA-Gruppe 6 für Sportwagen-Prototypen zugeschnitten. Damit war eine Mittelmotorauslegung in einem ansonsten vollkommen frei konstruierten Chassis vorgegeben, die nur durch eine festgelegte Motorengröße begrenzt war. Das Fahrwerk hatte die übliche Doppelquerlenkerradaufhängung mit Schraubenfedern und Scheibenbremsen an allen Rädern. Die von Bob McKee konstruierte Verkleidung war mit geschlossenem Cockpit und Flügeltüren  versehen. Ein Treibstofftank mit 120 l Inhalt saß zwischen Cockpit und Turbine und wurde mit Jet-A-Kerosin befüllt.

### Turbine
Die Turbinen für die beiden Howmet TX wurden von Continental Aviation & Engineering geleast. Die TS325-1-Gasturbinen waren Prototypen von einer Ausschreibungsbewerbung des Herstellers für einen Militärhubschrauber, für die Continental zu dieser Zeit gerade keine andere Verwendung hatte. Die Turbinen wogen 77 kg, leisteten 325 bhp (239 kW) und gaben ein Drehmoment von 850 Nm ab. Die Höchstdrehzahl lag bei 57.000 min−1

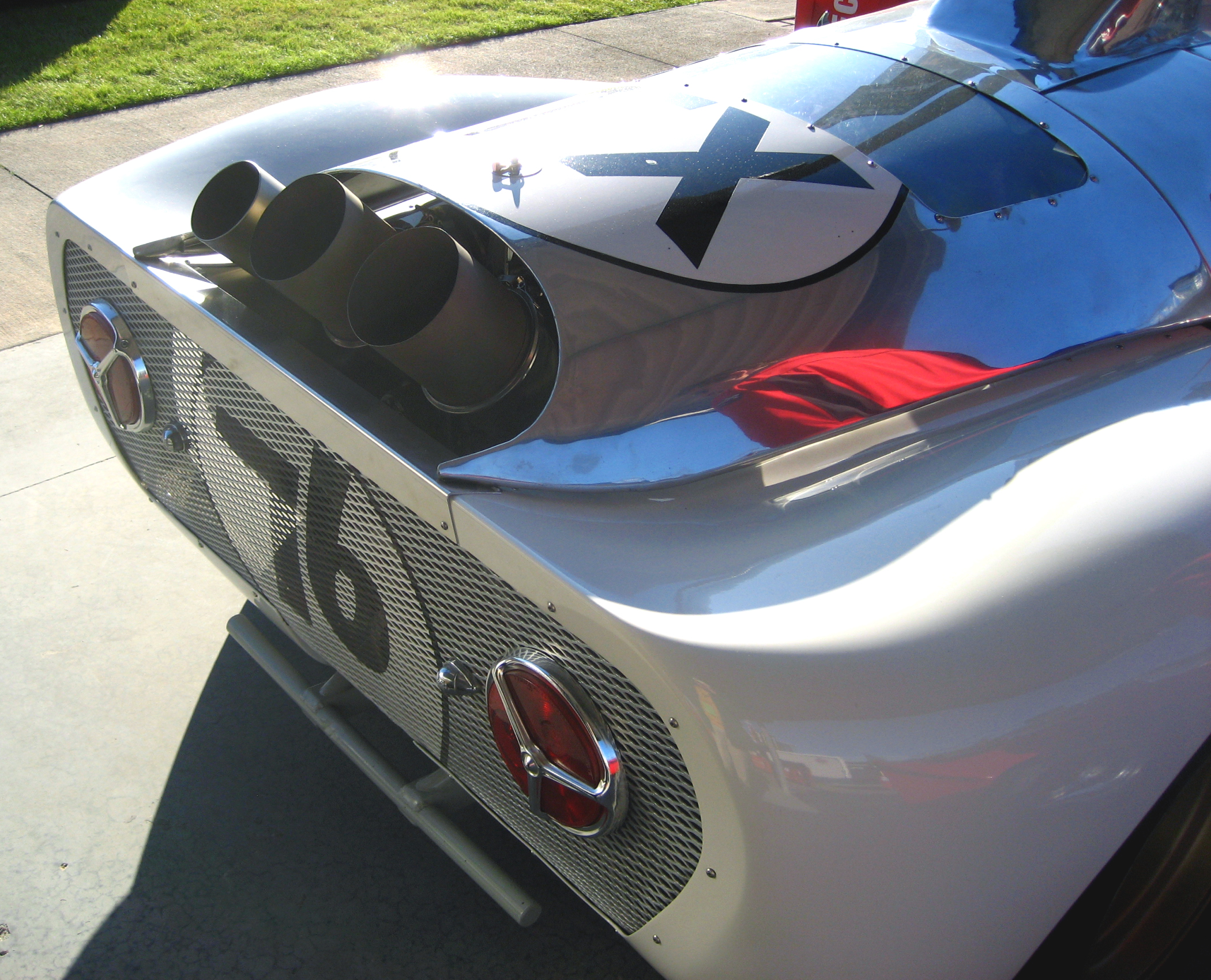
Die Auspuffrohre der ursprünglichen Continental-Turbine. Das kleinere Rohr hinten ist für das Wastegate.

Über einen Drehmomentwandler und ein Eingang-Untersetzungsgetriebe wurden die Hinterräder des Howmet TX angetrieben. Wegen des breiten nutzbaren Drehzahlbandes der Turbine war ein Schaltgetriebe nicht erforderlich. So gab es auch keinen Rückwärtsgang. Heppenstall wollte anfangs ganz ohne Rückwärtsgang auskommen, aber die FIA bestand auf einem kleinen, von der Turbine über einen Generator angetriebenen  Elektromotor, mit dem die Wagen zurückgesetzt werden konnten. Das Untersetzungsverhältnis an der Hinterachse konnte schnell verändert werden, um die Wagen an unterschiedliche Rennkurse anpassen zu können.
Die Turbine selbst hatte zwei große Auspuffrohre, die aus dem Auto hinten nach oben ragten. Ein kleineres drittes Rohr für ein Wastegate war außerhalb der Mitte angebracht. Mit dem Wastegate ließ sich die Zeitverzögerung zwischen dem Drücken des Gaspedals und dem Hochdrehen der Turbine verringern. Bei Höchstdrehzahl regelte das Wastegate die Luftzufuhr zur Brennkammer, womit die Turbine mehr oder weniger Leistung abgab.
Obwohl bei Turbinen kein Hubraum zu messen ist wie bei Kolbenmaschinen, setzte die FIA eine Formel an und legte den “Hubraum” der Continental TS35-1 auf 2.960 cm³ fest. Heppenstall hat später aber angegeben, dass der Motor eigentlich das 3-Liter-Limit überschritt. So konnte der Howmet TX in der Prototyp-Kategorie bis 3.000 cm³ der Gruppe 6 fahren.

## Renngeschichte
Nach ihrer Fertigstellung wurden die beiden Howmet TX beim 24-Stunden-Rennen von Daytona gemeldet, dem Eröffnungsrennen der Sportwagen-Weltmeisterschaft 1968. Bereits vor dem Start konnte der TX das Publikumsinteresse auf sich ziehen, weil er prominent auf dem Umschlag des Rennprogramms abgebildet war. Obwohl beide Wagen zur Verfügung standen, wurde nur der neuere im Rennen eingesetzt; den anderen behielt man in Reserve. Heppenstalls Rennteam, Dick Thompson und Ed Lowther konnten sich mit der siebtschnellsten Rennrunde qualifizieren. Viele Wettbewerber mussten vorzeitig nachtanken, sodass sich der Howmet TX auf den dritten Platz verbessern konnte. In Runde 34 jedoch öffnete das Wastegate nicht mehr, sodass der Wagen für die Kurve zu schnell war, schleuderte und in eine Streckenbegrenzung krachte, sodass das Team aufgeben musste.
Beim 12-Stunden-Rennen von Sebring einige Monate später konnte sich der TX verbessern und schaffte die Qualifikation an dritter Stelle nach einem Porsche 907 und einem Ford GT40. Zunächst lief die Turbine problemlos, aber bei Rennbeginn wurde sie durch Trümmerteile beschädigt, sodass sie sich aus ihrer Befestigung losriss. So musste der TX auch diesmal wieder nach sechs Stunden aufgeben. Nach Sebring kehrte die Sportwagenweltmeisterschaft nach Europa zurück und das Howmet-Team zog mit. Der Wagen wurde bei der BOAC 500 in Brands Hatch gemeldet. Probleme mit dem Wastegate führten erneut zu einem Unfall, diesmal schon nach nur sieben Runden. Das Howmet-Team blieb in Großbritannien und meldete den Wagen bei einem Sprintrennen in Oulton Park mit dem britischen Fahrer Hugh Dibley. Hier versagte der Anlasser nach einem Boxenstopp und der TX konnte wiederum das stundenlange Rennen nicht beenden.
Anstatt für die verbleibenden Rennen der Sportwagenweltmeisterschaft in Europa zu bleiben, holte man den TX in die USA zur Teilnahme an der SCCA National Championship zurück. Nahe der Heimat waren die Probleme wohl leichter zu bewältigen, denn der Wagen konnte sein erstes Rennen, die Vandergraft Trophy in New Cumberland (West Virginia), beenden. Heppenstall belegte mit dem Wagen den zweiten Platz und stellte einen neuen Rundenrekord auf. Bei einem Rennen in Michigan fiel der Howmet TX wieder aus, konnte aber das Rennen „Heart of Dixie“ in Huntsville (Alabama) beenden. Ein kurzes Sprintrennen lief am Tag vor dem Hauptrennen, um die Startaufstellung festzulegen. Der Howmet TX gewann das Sprintrennen, sodass er im Hauptrennen von der Pole-Position starten und einen Start-Ziel-Sieg einfahren konnte. Diese beiden Siege waren die ersten Siege, die ein turbinengetriebener Wagen jemals in einem Wettbewerb erzielt hatte.
Nach diesem ersten Sieg traten Heppenstall und Dick Thompson erneut zusammen bei der Marlboro 300 an. Wiederum gewann der Wagen das kurze Qualifikationsrennen um die Pole-Position und anschließend das Hauptrennen mit einem Abstand von 11 Runden zum Zweitplatzierten. Das Team hielt den Wagen nun für reif, europäische Rennen zu gewinnen und meldete beide TX beim 6-Stunden-Rennen von Watkins Glen, einem weiteren Rennen der Sportwagenweltmeisterschaft. Hugh Dibley und Newcomer Bob Tullius waren im ersten Wagen eingesetzt, während Hoppenstall und Thompson den zweiten fuhren. In der Qualifikation errangen die Wagen den 8. und 9. Startplatz. Nach frühen Unfällen der Werks-Porsche belegten die Howmet TX den dritten und vierten Platz im Gesamtklassement. Der Wagen von Dibley und Tullius hatte in der letzten Rennstunde mit einem Getriebeproblem zu kämpfen, sodass er bis zum Ende des Rennens nur um die Strecke kriechen konnte. Der andere Wagen lief ohne Probleme und beendete das Rennen auf dem Podium als Sieger in seiner Klasse. Dieser Platz bedeutete vier Punkte für Howmet in der Sportwagen-Weltmeisterschaft.
Nach dem Erfolg in Watkins Glen schienen die Wagen reif für einen Versuch beim 24-Stunden-Rennen von Le Mans, das in diesem Jahr auf September verlegt worden war. Der französische Aluminiumhersteller Pechiney sponserte das Engagement des Teams bei diesem Rennen. Es wurden die gleichen Fahrer wie in Watkins Glen eingesetzt, aber das Qualifikationsergebnis am Circuit Bugatti war wegen der langen Geraden schlechter. Der zwanzigste Platz in der Qualifikation war das beste Ergebnis beider Autos.
Im Rennen selbst tauchten früh mechanische Probleme auf, bei Thompsons Auto schon nach drei Runden. Das Kraftstoffsystem spritzte nicht genug Jet-A-Kerosin ein, die Turbine konnte ihre Höchstleistung nicht erreichen, sodass der Wagen sich eher schlecht als recht über die langen Geraden schleppen musste. Während der eine Wagen in verringertem Tempo um den Kurs fuhr, erlitt der andere zwei Stunden später einen Bruch einer Radaufhängung, die eine drei Stunden lange Reparatur erforderte. In der sechsten Stunde wurde der Wagen von der Rennleitung disqualifiziert, da er nur eine unzureichende Renndistanz von 60 Runden geschafft hatte. Auch der andere Wagen, der immer noch unter zu geringer Kraftstoffförderung litt, schaffte es nicht viel länger, da Thompson in der Indianapolis-Kurve einen Unfall hatte, sich mit dem Wagen überschlug und ihn so zerstörte.
Nach der Saison 1968 plante Heppenstall für das folgende Jahr. Sogar ein mehrgängiges Getriebe anstatt der Untersetzung sollte entwickelt werden. Aber Howmet entschied, dass die Wagen nicht ausreichend Werbung für das Unternehmen machten und beendete das Programm.

### Landgeschwindigkeitsrekorde
Howmet entschied 1969, dass die beiden Autos, obwohl das Rennprogramm zu teuer war, immer noch in der Werbung eingesetzt werden konnten. Heppenstall entschied sich zur Reparatur des im Vorjahr in Le Mans zerstörten Fahrgestells. Der Wagen wurde grundlegend verändert und erhielt ein offenes Cockpit. Er wurde dann als Howmet TX Mark II bezeichnet. Der neue Wagen schaffte etliche Landgeschwindigkeitsrekorde für turbinengetriebene Fahrzeuge. Mit einem Gewicht von ca. 1.000 kg konnte der Wagen durch auf- und ablasten mit Ballastgewichten Rekorde in zwei Klassen angreifen.
Auf einer Straße in der Nähe des Talladega Superspeedway fuhr Heppenstall den TX Mark II zu sechs von der FIA anerkannten Rekorden und einem Zeitrekord der neuen International Motor Sports Association (IMSA).
| FIA-Geschwindigkeitsrekorde | FIA-Geschwindigkeitsrekorde | FIA-Geschwindigkeitsrekorde | FIA-Geschwindigkeitsrekorde | FIA-Geschwindigkeitsrekorde |       |             |
| Klasse                      | Typ                         | Zeit sec.                   | Geschwindigkeit             | Geschwindigkeit             |       |             |
| --------------------------- | --------------------------- | --------------------------- | --------------------------- | --------------------------- | ----- | ----------- |
| Klasse                      | Typ                         | Zeit sec.                   | Klasse 2 (500-1.000 kg)     | Stehender Start, ¼ Meile    | 11,83 | 122,41 km/h |
| Stehender Start, ½ km       | 13,48                       | 133,53 km/h                 | Klasse 2 (500-1.000 kg)     |                             |       |             |
| Stehender Start, 1 km       | 21,18                       | 167,97 km/h                 | Klasse 2 (500-1.000 kg)     |                             |       |             |
| Klasse 3 (über 1.000 kg)    | Stehender Start, ¼ Meile    | 13,87                       | 104,41 km/h                 |                             |       |             |
| Klasse 3 (über 1.000 kg)    | Stehender Start, ½ km       | 15,74                       | 114,35 km/h                 |                             |       |             |
| Klasse 3 (über 1.000 kg)    | Stehender Start, 1 km       | 23,92                       | 150,50 km/h                 |                             |       |             |

### Späterer Einsatz

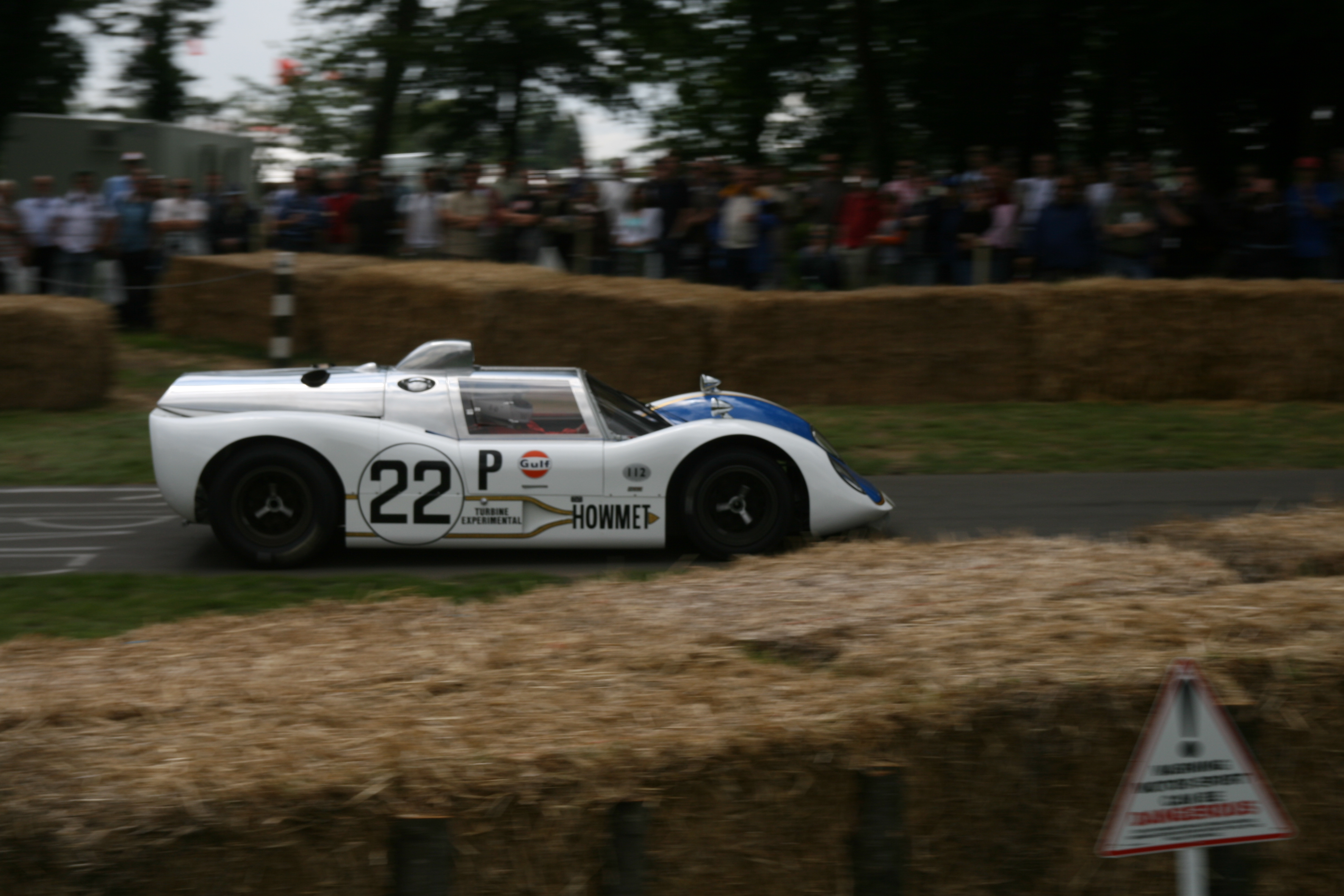
Howmet TX Chassis #GTP3 während des Goodwood Festival of Speed 2007

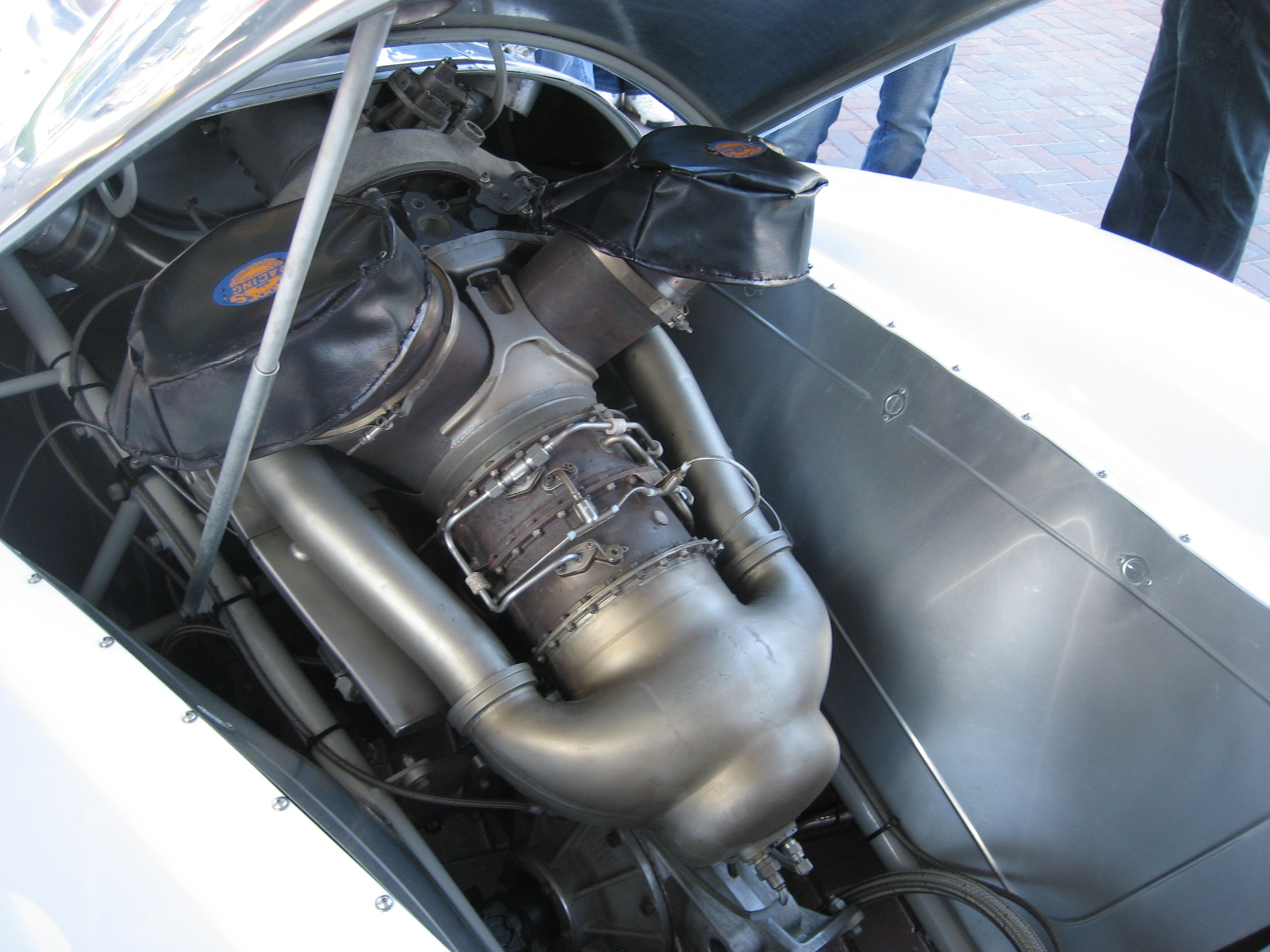
Eine Allison-250C18-Turbine im Chassis #GTP3. Diese Turbine ist kleiner und leichter als die ursprünglich eingesetzte Continental-Turbine

1971 beendete Howmet den Einsatz der beiden Fahrzeuge für die Firmenwerbung. Beide Fahrgestelle wurden an Ray Heppenstall für US-$ 1,-- verkauft. Da aber die Turbinen von Continental nur geleast waren, mussten sie zurückgegeben werden, als die Wagen nicht mehr für Howmet im Einsatz waren. Heppenstall verkaufte später beide Fahrgestelle.
Chassis #GTP1 kaufte Jim Brucker und fügte es in seine persönliche Sammlung in Kalifornien ein. Es war ausgestellt und hatte eine Attrappe einer Continental-Turbine eingebaut. 2006 wurde der Wagen von Bruce Linsmeyer von Avon Aero gekauft und es wurde eine originale Continental-Turbine eingebaut. Nach der Restaurierung gewann Fahrgestell #GTP1 die Sebring-Trophy beim Concours d’Elegance 2007 in Amelia Island.
Der zweite Wagen, Fahrgestell #GTP2, wurde von McKee Engineering auf Veranlassung des neuen Eigentümers, Chuck Haines, vom offenen Cockpit wieder zum ursprünglichen, geschlossenen Cockpit umgebaut. Eine originale Continental-Turbine war nicht mehr zu bekommen; so baute man eine kleinere Allison 250C18 ein. Der andere Antrieb bedingte einige Konstruktionsänderungen, da die Auspuffrohre nicht nach oben, sondern nach hinten aus der Turbine austreten. Das Wastegate brauchte man nicht mehr, womit das dritte Auspuffrohr ebenfalls nicht mehr nötig war. Fahrgestell #GTP2 wurde im Juli 1996 fertiggestellt und trat bisher dreimal beim Goodwood Festival of Speed an. Es wurde später an Xavier Mocheron verkauft und ist heute in Frankreich ausgestellt.
Während Haines das Chassis #GTP2 besaß, wurde ein halbfertiges McKee-Mark-9-Fahrgestell entdeckt. Dieses dritte Chassis, #GTP3, kaufte Haines ebenfalls. 2000 baute McKee für Haines daraus einen dritten Wagen nach der ursprünglichen Spezifikation auf. Wiederum wurde anstatt der Continental- eine Allison-Turbine eingebaut. Haines besitzt Fahrgestell #GTP3 auch heute noch und setzt den Wagen im historischen Motorsport ein, 2007 auch im Goodwood Festival of Speed.